# Miconia theizans
Miconia theizans là một loài thực vật có hoa trong họ Mua. Loài này được (Bonpl.) Cogn. mô tả khoa học đầu tiên năm 1888.

## Hình ảnh

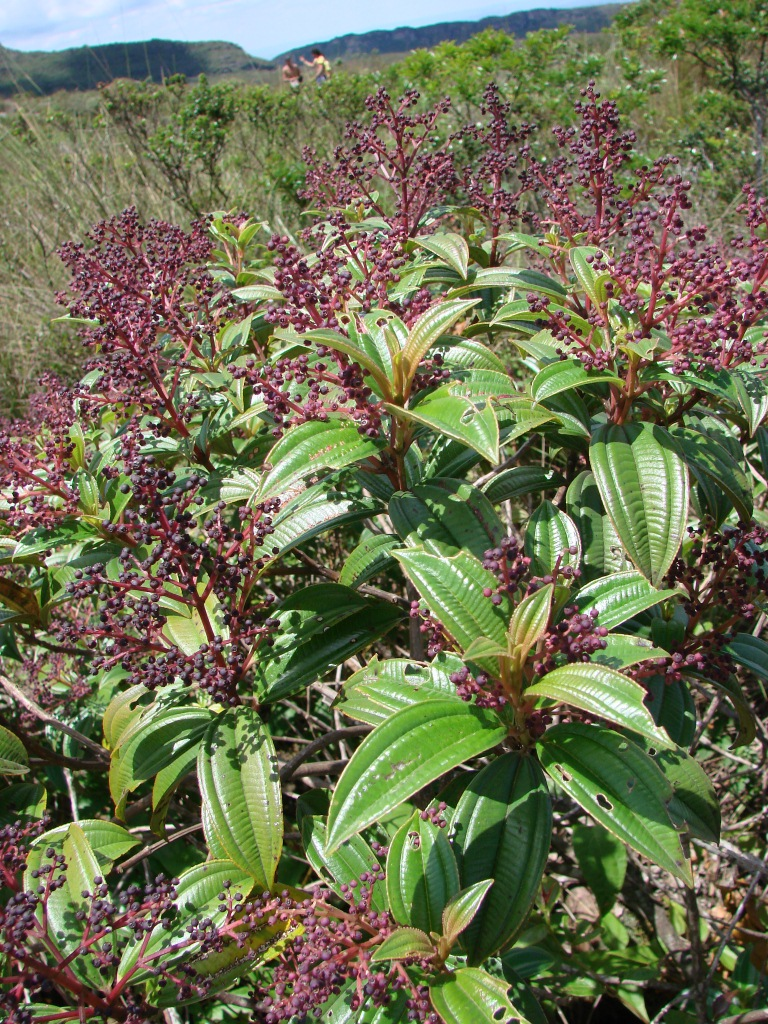